# Myanmar National Airlines
Myanmar National Airlines (birmano: မြန်မာအမျိုးသားလေကြောင်း), precedentemente Union of Burma Airways, Burma Airways e Myanma Airways, è una compagnia aerea statale e compagnia di bandiera della Birmania, con sede a Yangon. Fondata nel 1948, opera servizi di linea verso tutte le principali destinazioni nazionali e verso destinazioni regionali in Asia. Il suo hub principale è l'aeroporto Internazionale di Yangon.

## Storia
La compagnia aerea venne fondata dal governo dopo l'indipendenza il 15 settembre 1948, come Union of Burma Airways (UBA). Inizialmente operava solo servizi nazionali, ma nel 1950 ha aggiunto servizi internazionali limitati ai paesi vicini; vennero interrotti poi nel 1993. Il nome fu cambiato in Burma Airways nel dicembre 1972 e in Myanma Airways nell'aprile 1989, in seguito alla ridenominazione del paese da Birmania a Myanmar.
Per operare servizi internazionali, Myanma Airways ha fondato una compagnia aerea in joint venture, Myanmar Airways International (MAI). Myanmar National Airlines è l'azionista di maggioranza della Joint Venture Company MAI, costituita nel 1993. Nel 2003 venne proposta la creazione di una compagnia aerea con sede in Myanmar per voli charter internazionali passeggeri e merci, che si sarebbe dovuta chiamare Air Myanmar. Quella che sarebbe stata una joint-venture tra Myanma Airways e investitori privati fu abbandonata nel 2005.

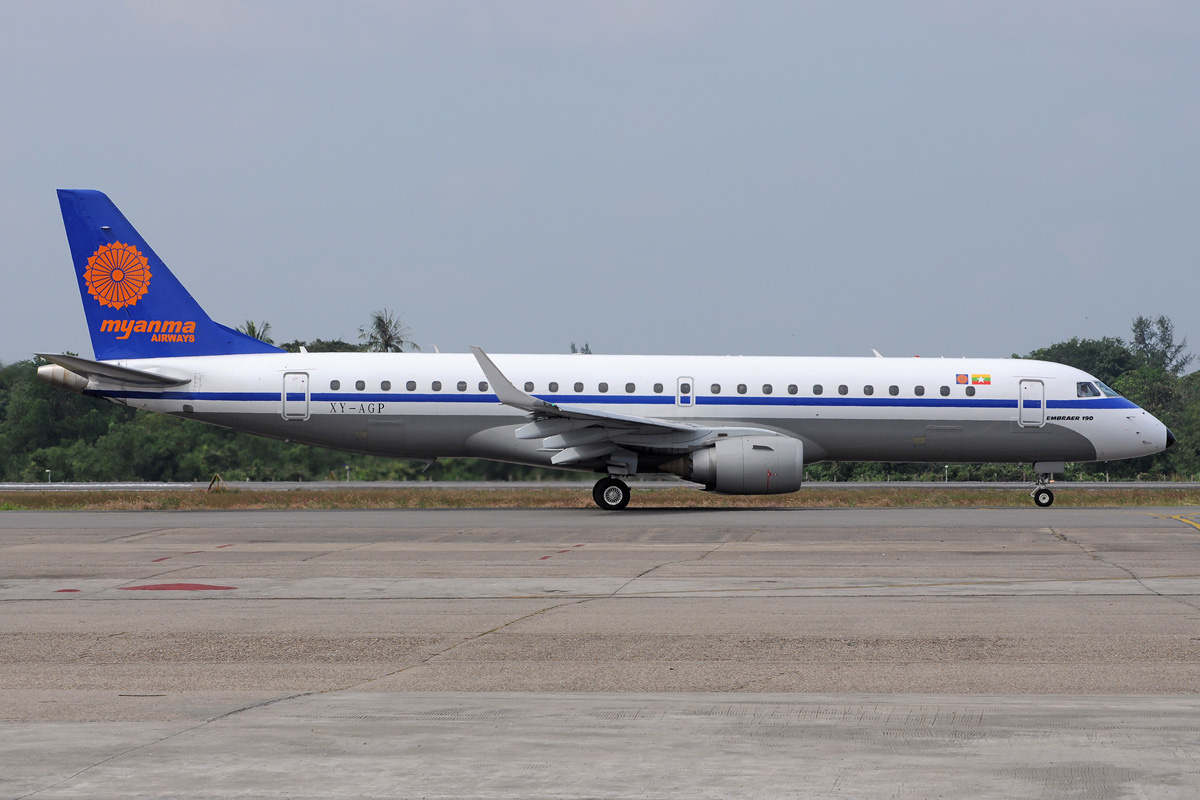
Uno degli Embraer 190.

A metà del 2012, Myanma Airways ha noleggiato due nuovi Embraer 190AR da GE Civil Aviation Services Co. Ltd per sostituire il suo Fokker F28. L'11 febbraio 2014, al Singapore Airshow, Myanma Airways ha firmato un accordo da 960 milioni di dollari con GECAS per quattro Boeing 737-800 e sei Boeing 737 MAX. L'accordo ha rappresentato la più grande vendita commerciale da parte di una società statunitense al Myanmar negli ultimi decenni ed è il più grande ordine di un singolo aeromobile nella storia dell'industria aeronautica del Myanmar.
Nel dicembre 2014 Myanma Airways ha cambiato nome in Myanmar National Airlines a seguito di un processo di rebranding. Dopo l'arrivo del suo primo Boeing 737-800 nel giugno 2015, Myanmar National Airlines ha annunciato la ripresa dei servizi internazionali dopo una pausa di 22 anni verso Singapore, Hong Kong e Bangkok. I servizi internazionali sono ripresi con il volo inaugurale per Singapore il 19 agosto 2015. La compagnia ha quindi lanciato il suo secondo servizio internazionale per Hong Kong il 4 dicembre 2015 dopo l'arrivo del secondo Boeing 737-800.

## Flotta

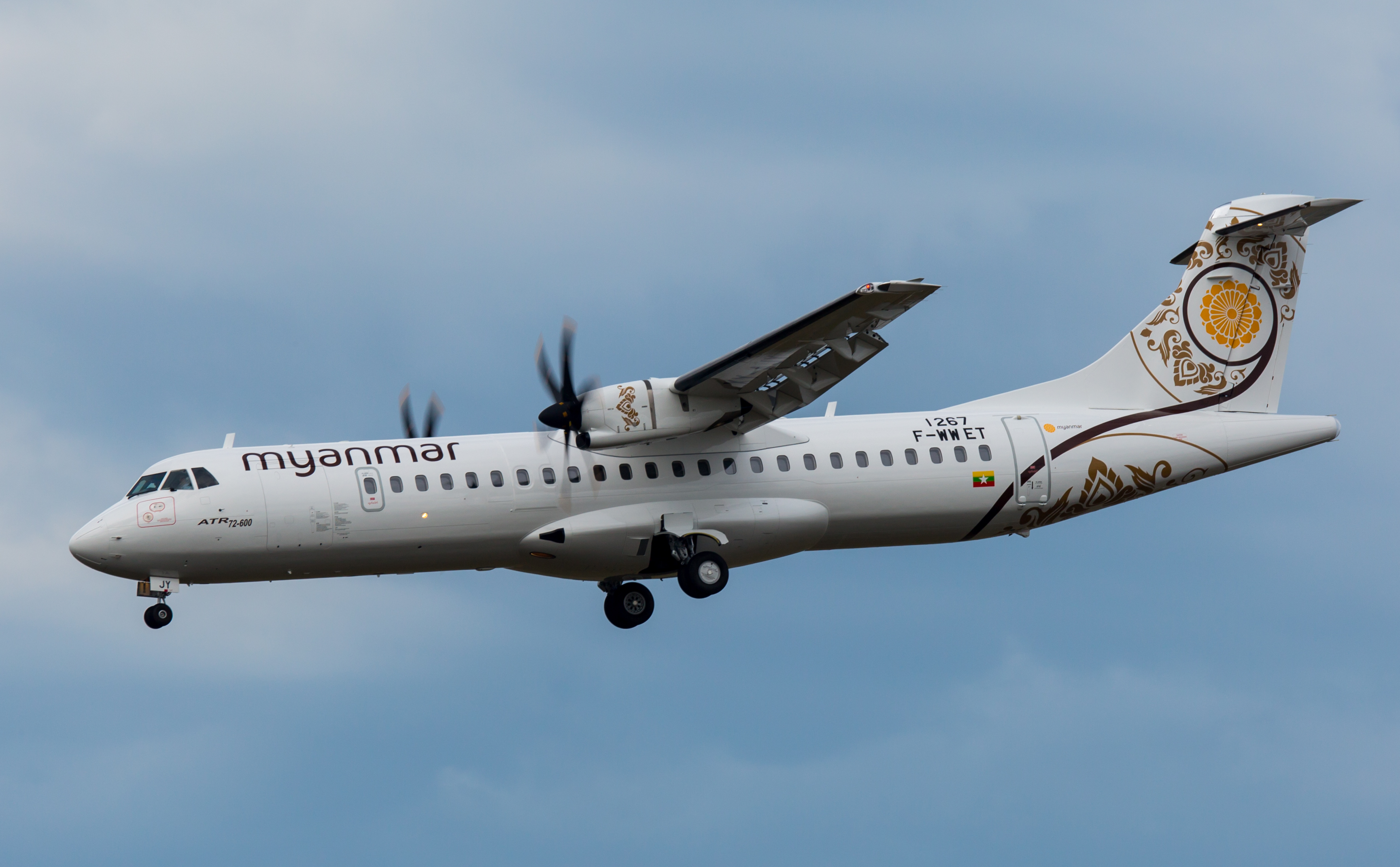
Un ATR 72-600.

A dicembre 2022 la flotta di Myanmar National Airlines è così composta: